# 김홍조 (1911년)
김홍조(金洪祚, 1911년 9월 1일~2008년 9월 30일)는 김영삼 대한민국 14대 대통령의 부친이다.

## 연보
- 1911년 어업을 하던 김동옥(金東玉)에게서 탄신했다. 본인 포함 7남매였지만 형이 29세로 요절하여 김홍조는 유일한 독자였다.

- 연도미상 박부련 여사와 결혼해 자신이 16세이던 시절 김영삼 대통령을 낳았다. 그 후 아버지 김동옥의 어업을 형과 같이 물려 받아 어업을 했다. 아들 둘은 요절하여 김영삼이 유일한 외아들이었다.

- 1960년 5월 24일 아들 김영삼 대통령이 신뢰하던 박부련 여사가 북한 무장공비에게 살해당하는 비극을 겪었다. [1]
- 이후 최남순과 재혼하였으나 최남순이 병으로 사망한 뒤[2], 김영삼-손명순 부부가 김홍조에게 상도동으로 이사할 것을 청하였으나 거절하자 손명순 여사의 주선으로 1985년 74세에 13세 연하의 이수남과 재혼했다.[3][4]

김영삼의 정치를 내내 후원했으며, 야당생활을 하는 동안에는 김영삼에게 명절마다 김영삼이 명절 선물로 쓰라며 수만포의 멸치를 선물하여, YS 멸치로 불렸다. 김영삼의 대통령 재직시에는 매일 김영삼이 건 문안 전화를 받았으나, 청와대는 한번도 찾아가지 않았다.
멸치값이 폭등한 1996년 당시에도 모두 7척의 선단을 보유하였으나, 배가 낡아 휴업하는 바람에 선물을 하지 못했다. 이 해의 멸치값 폭등이 김영삼 일가의 이득을 위한 것(이해충돌) 아니냐는 오해가 돌아 김영삼측이 화를 내었다.

- 2008년 97세의 나이로 별세했다.